# لری لیبر

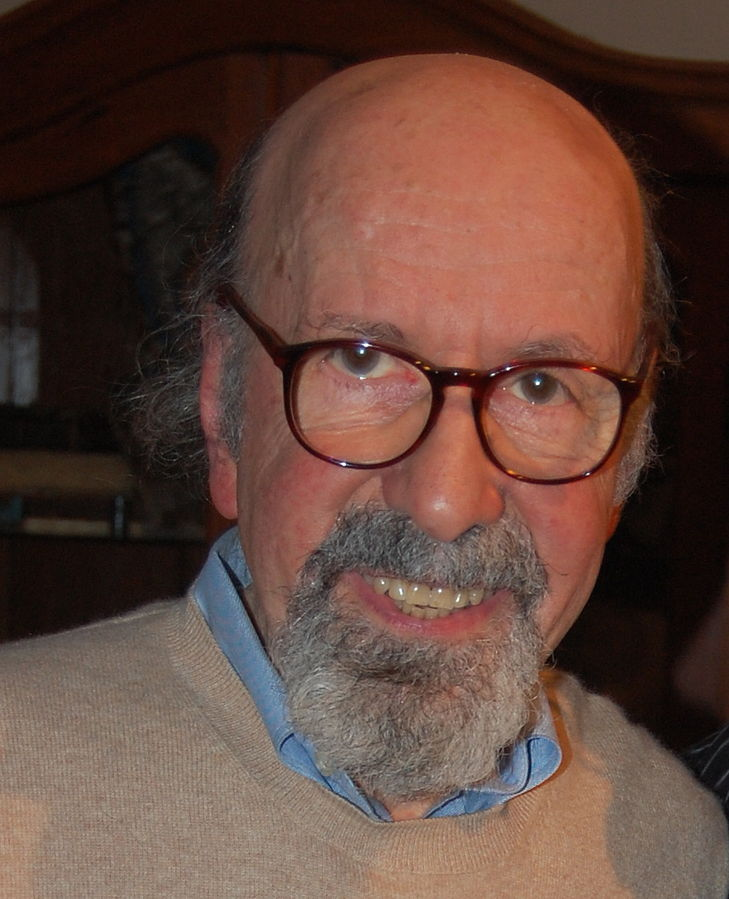
لری لیبر

لری لیبر (انگلیسی: Larry Lieber؛ متولد ۲۶ اکتبر ۱۹۳۱) نویسنده، ویراستار و قلم‌زن آمریکایی است.
وی بیشتر به خاطر همکاریش با مارول کمیکس به خصوص در خلق شخصیت‌هایی چون مرد آهنی و ثور شناخته می‌شود.
لری لیبر برادر نویسنده، ویراستار و ناشر مارول کامیکس یعنی استن لی می‌باشد.